# تياغو أنريك دا سيلفا بريرا
تياغو أنريك دا سيلفا بريرا (30 أبريل 1994 في ساو باولو في البرازيل – )؛ هو لاعب كرة قدم كان يلعب كمهاجم.

## وصلات خارجية
- تياغو أنريك دا سيلفا بريرا على موقع رابطة كرة القدم اليابانية للمحترفين (اليابانية)
- تياغو أنريك دا سيلفا بريرا على موقع Soccerway.com (الإنجليزية)